# Bizantinski ikonoklazem
Bizantinski ikonoklazem (starogrško Εἰκονομαχία, latinizirano: Eikonomachía, dob. ''boj za podobe', 'vojna z ikonami'') sta bili dve obdobji v zgodovini Bizantinskega cesarstva, ko so uporabi verskih podob ali ikon nasprotovale verske in cesarske oblasti znotraj Ekumenskega patriarhata (ki je takrat še sestavljal rimsko-latinsko in vzhodno-pravoslavno tradicijo) in svetovna cesarska hierarhija. Prvi ikonoklazem, kot ga včasih imenujejo, se je zgodil med približno letoma 726 in 787, medtem ko se je drugi ikonoklazem zgodil med letoma 814 in 842. Po tradicionalnem pogledu se je bizantinski ikonoklazem začel s prepovedjo verskih podob, ki jo je razglasil bizantinski cesar Leon III. Izavrijec in se nadaljeval pod njegovimi nasledniki. Spremljalo ga je razširjeno uničevanje verskih podob in preganjanje zagovornikov čaščenja podob. Papeštvo je v celotnem obdobju odločno podpiralo uporabo verskih podob in celotna epizoda je povečala naraščajoče razlike med bizantinsko in karolinško tradicijo v še vedno enotni evropski Cerkvi ter olajšala zmanjšanje ali odstranitev bizantinske politične nadzor nad deli italijanskega polotoka.
Ikonoklazem je namerno uničevanje lastnih verskih podob kulture in drugih simbolov ali spomenikov znotraj kulture, običajno iz verskih ali političnih motivov. Ljudje, ki sodelujejo pri ikonoklazmu ali ga podpirajo, se imenujejo ikonoklasti, kar v grščini pomeni 'lomilci ikon' (εἰκονοκλάσται), izraz, ki se uporablja figurativno za vsako osebo, ki krši ali prezira uveljavljene dogme ali konvencije. Nasprotno se ljudje, ki častijo verske podobe, posmehljivo imenujejo ikonopoklonici (εἰκονολάτρες). Običajno so znani kot ikonoduli (εἰκονόδουλοι) ali ikonofili (εἰκονόφιλοι). Ti izrazi pa niso bili del bizantinske razprave o podobah. V splošno rabo so jih uvedli moderni zgodovinarji (iz 17. stoletja), njihova uporaba v Bizancu pa se je znatno povečala v poznem 20. stoletju. Bizantinski izraz za razpravo o verskih podobah, ikonomahija, pomeni 'boj za podobe'. Nekateri viri pravijo tudi, da so bili ikonoklasti proti posredovanju svetnikom in so zanikali uporabo relikvij; vendar je sporen.
Ikonoklazem je bil na splošno teološko motiviran s starozavezno razlago desetih zapovedi, ki je prepovedovala izdelovanje in čaščenje »rezanih podob ali kakršne koli podobe česarkoli, kar je zgoraj v nebesih ali spodaj na zemlji ali ki je v vodi pod zemljo«: (2 Mz 20,4-5, 5 Mz 5,8-9, glej tudi svetopisemski zakon v krščanstvu). Dve obdobji ikonoklazma v Bizantinskem cesarstvu v 8. in 9. stoletju sta uporabili to teološko temo v razpravah o primernosti podob svetih likov, vključno s Kristusom, Devico Marijo (ali Bogorodico) in svetniki. To je bila razprava, ki so jo sprožile spremembe v pravoslavnem bogoslužju, ki so bile same po sebi posledica velikih družbenih in političnih pretresov v 7. stoletju za Bizantinsko cesarstvo.
Tradicionalne razlage bizantinskega ikonoklazma so se včasih osredotočale na pomen islamskih prepovedi podob, ki vplivajo na bizantinsko misel. Po mnenju Arnolda J. Toynbeeja je na primer prestiž islamskih vojaških uspehov v 7. in 8. stoletju motiviral bizantinske kristjane, da so sprejeli islamsko stališče zavračanja in uničevanja nabožnih in liturgičnih podob. Uveljavljena je bila tudi vloga žensk in menihov pri podpiranju čaščenja podob. Predstavljeni so bili družbeni in razredni argumenti, na primer, da je ikonoklazem ustvaril politične in gospodarske delitve v bizantinski družbi; da so ga na splošno podpirali vzhodni, revnejši, negrški narodi cesarstva, ki so se morali nenehno ukvarjati z arabskimi napadi. Po drugi strani pa so ikonoklazmu ostro nasprotovali premožnejši Grki iz Konstantinopla in tudi narodi balkanskih in italijanskih provinc. Vendar pa je bila trditev o taki geografski porazdelitvi sporna. Ponovna ocena pisnih in materialnih dokazov v zvezi z obdobjem bizantinskega ikonoklazma je izpodbijala številne osnovne predpostavke in dejanske trditve tradicionalnega poročila. Bizantinski ikonoklazem je vplival na poznejšo protestantsko reformacijo.

## Ozadje
Krščansko bogoslužje je do 6. stoletja razvilo jasno vero v priprošnjo svetnikov. Na to verovanje je vplival tudi koncept hierarhije svetosti, s Trojico na vrhu, sledila ji je Devica Marija, ki se v grščini imenuje Theotokos ('Božja rojevalka') ali Meter Theou (Marija Božja mati), svetniki, živi sveti možje, žene in duhovni starešine, ki jim sledi ostalo človeštvo. Zato so prvi kristjani, tako kot današnji kristjani, pogosto molili ali prosili posrednika, kot so svetniki ali Bogorodica ali živi sokristjani, za katere so verjeli, da so sveti, da posredujejo pri Kristusu, da bi pridobili blagoslove ali božansko naklonjenost. Močna zakramentalnost in vera v pomen fizične prisotnosti sta se pridružili tudi veri v priprošnjo svetnikov z uporabo relikvij in svetih podob (ali ikon) v zgodnjih krščanskih praksah.
Verniki bi zato romali na kraje, posvečene s fizično navzočnostjo Kristusa ali uglednih svetnikov in mučencev, kot je kraj Svetega groba v Jeruzalemu. Relikvije ali sveti predmeti (namesto krajev), ki so bili del trditvenih ostankov ali so domnevno prišli v stik s Kristusom, Devico ali svetnikom, so se v tem času prav tako pogosto uporabljali v krščanskih praksah. Relikvije, trdno vpet del čaščenja v tem obdobju, so zagotavljale fizično navzočnost božanskega, vendar niso bile neskončno ponovljive (potrebna je bila izvirna relikvija) in so od vernikov še vedno običajno zahtevale romanje ali stik z nekom, ki je bil.
Uporaba podob se je v tem obdobju zelo povečala in je povzročila naraščajoče nasprotovanje med mnogimi v cerkvi, čeprav napredek in obseg teh pogledov zdaj nista jasna. Podobe v obliki mozaikov in podob so se pogosto uporabljale v cerkvah, domovih in na drugih mestih, na primer nad mestnimi vrati, in so od vladavine Justinijana I. vedno bolj prevzemale svoj duhovni pomen in veljale vsaj v ljudskem umu kot sposoben imeti zmožnosti sam po sebi, tako da »podoba deluje ali se obnaša tako, kot se od subjekta pričakuje, da bo deloval ali se obnašal. Spoznava svoje želje ... Izvaja evangeličanski nauki, ... Ko je napaden, krvavi, ... [in] V nekaterih primerih se pred neverniki brani s fizično silo ...«. Ključni artefakti za zabrisovanje te meje so se pojavili okoli leta 570 v obliki acheiropoieta, podob, za katere se trdi, da so bile ustvarjene čudežno ali »ne od človeških rok«. Te svete podobe so bile oblika kontaktne relikvije, ki so bile poleg tega vzete kot dokaz božanske odobritve uporabe ikon. Dve najbolj znani sta bili Mandilion iz Edese (kjer je še ostal) in podoba Camuliana iz Kapadokije, ki je bila takrat v Konstantinoplu. Slednja je veljala že za paladij, ki je zmagoval v bitkah in rešil Konstantinopel pred perzijsko-avarskim obleganjem leta 626, ko ga je patriarh paradil okoli obzidja mesta. Obe sta bili Kristusova podoba in vsaj v nekaterih različicah njunih zgodb naj bi nastali, ko je Kristus na svoj obraz pritisnil krpo (primerjaj s poznejšima, zahodnim [[Veronikinim prtom in Torinskim prtom). V drugih različicah Mandilionove zgodbe se je pridružil številnim drugim podobam, za katere so verjeli, da jih je iz življenja v obdobju Nove zaveze naslikal sveti Luka ali drugi človeški slikarji, in te zgodbe so bile uporabljene za podporo ideje, da sta Kristus in Devica je podpirala ikone in da so se v krščanstvu nenehno uporabljale od njegovega začetka. G. E. von Grunebaum je dejal: »Ikonoklazem 8. in 9. stoletja je treba obravnavati kot vrhunec gibanja, ki je imelo svoje korenine v duhovnosti krščanskega koncepta božanstva.« 
Dogodki v 7. stoletju, ki je bilo obdobje velike krize za Bizantinsko cesarstvo, so bili katalizator za razširitev uporabe podob svetega in povzročili dramatičen premik v odzivih nanje. Ne glede na to ali je bila acheiropoieta simptom ali vzrok, je bilo v poznem 6. do 8. stoletju priča vse večjemu tanjšanju meje med podobami, ki jih niso naredile človeške roke in podobami, ki so jih naredile človeške roke. Podobe Kristusa, Bogorodice in svetnikov so vse bolj začele veljati kot relikvije, kontaktne relikvije in acheiropoieta kot točke dostopa do božanskega. Z molitvijo pred podobo svetega lika so vernikove molitve poveličali z bližino svetega. Zdi se, da je bila ta sprememba v praksi velik in organski razvoj v krščanskem bogoslužju, ki se je odzval na potrebe vernikov po dostopu do božanske podpore v času negotovosti 7. stoletja. To ni bila sprememba, ki bi jo orkestrirala ali nadzorovala Cerkev. Čeprav Quinisext concil leta 692 ni izrecno navedel, da je treba ob podobah moliti, je navedel, da morajo podobe Kristusa prikazati v človeški podobi (namesto na primer simbolično kot jagnje), da bi pričale o njegovi človeški utelešenosti. Ker se je Jezus manifestiral kot človek, je bilo sprejemljivo izdelovati njegove podobe, tako kot je bilo sprejemljivo izdelovati podobe svetnikov in drugih ljudi. Dogodke, ki so bili tradicionalno označeni kot bizantinski ikonoklazem, je mogoče razumeti kot prizadevanja organizirane Cerkve in cesarskih oblasti, da se odzovejo na te spremembe in poskušajo ponovno uveljaviti nekaj institucionalnega nadzora nad ljudsko prakso.
Vzpon islama v 7. stoletju je povzročil tudi nekaj premislekov o uporabi svetih podob. Zgodnje islamsko prepričanje je poudarjalo neprimernost ikonične reprezentacije. Prejšnja stroka je poskušala povezati bizantinski ikonoklazem neposredno z islamom z argumentom, da so bizantinski cesarji videli uspeh zgodnjega kalifata in odločili, da je bizantinska uporaba podob (v nasprotju z islamskim anikonizmom) razjezila Boga. Vendar se to ne zdi povsem verjetno. Uporaba podob se je verjetno povečevala v letih pred izbruhom ikonoklazma. Ena opazna sprememba se je zgodila leta 695, ko je Justinijan II. na sprednjo stran svojih zlatih kovancev postavil podobo Kristusa s polnim obrazom. Vpliv na ikonoklastično mnenje ni znan, vendar je sprememba gotovo povzročila, da je kalif Abd al-Malik ibn Marvan trajno prekinil s svojim prejšnjim sprejetjem bizantinskih tipov kovancev in začel s čisto islamskimi kovanci samo s črkami. To se zdi bolj kot dva nasprotujoča si tabora, ki uveljavljata svoja stališča (za in proti podobam), kot en imperij, ki želi posnemati drugega. Bolj osupljivo je dejstvo, da je islamski ikonoklazem zavračal vse upodobitve živih ljudi ali živali, ne le verskih podob. Nasprotno pa se je bizantinska ikonomahija ukvarjala le z vprašanjem svete navzočnosti (ali pomanjkanja) podob. Čeprav je torej vzpon islama morda ustvaril okolje, v katerem so bile podobe v ospredju intelektualnih vprašanj in razprav, se zdi, da islamski ikonoklazem ni imel neposredne vzročne vloge pri razvoju bizantinske razprave o podobah; pravzaprav so muslimanska ozemlja postala zatočišča za ikonofilske begunce. Vendar pa so trdili, da bi lahko na Leona III. zaradi njegovega sirskega porekla vplivala islamska prepričanja in običaji, kar bi lahko navdihnilo njegovo prvo odstranitev podob.
Cilj ikonoklastov je bil obnoviti cerkev do strogega nasprotovanja bogoslužnim podobam, za katere so verjeli, da so značilne vsaj za nekatere dele zgodnje cerkve. Teološko gledano se je en vidik razprave, kot pri večini takratne krščanske teologije, vrtel okoli dveh Jezusovih narav. Ikonoklasti so verjeli, da ikone ne morejo predstavljati božanske in človeške narave Mesije hkrati, ampak samo ločeno. Ker bi bila ikona, ki bi Jezusa upodabljala čisto fizično, nestorijanstvo in tista, ki bi ga prikazovala kot človeka in Boga, tega ne bi mogla storiti, ne da bi pomešala obe naravi v eno mešano naravo, kar je bil monofizitizem, zato so bile vse ikone heretične. Leon III. je pridigal vrsto pridig, v katerih je opozoril na pretirano vedenje ikonodulov, za katerega je Leon III. izjavil, da je v neposrednem nasprotju z Mojzesovo postavo, kot je prikazano v Drugi zapovedi. Vendar pa ni ohranjenih nobenih podrobnih spisov, ki bi navajali ikonoklastične argumente; v spisih ikonodulov imamo le kratke navedke in sklicevanja, narava svetopisemskega prava v krščanstvu pa je bila vedno sporna.

## Geografska porazdelitev
Novejše študije so diskreditirale prejšnjo teorijo, da je bil ikonoklazem predvsem koncentriran v vzhodnih regijah imperija; razširjenost ikonoklazma ni imela nobene zveze z oddaljenostjo od vzhodne (arabske) meje, kar nakazuje, da je bilo širjenje ikonoklazma neodvisno od neposrednega islamskega vpliva. Na primer, zahodne regije, kot so Kikladi, vsebujejo dokaze o ikonoklastični lojalnosti iz cerkvenega okrasja, medtem ko so vzhodna območja, kot je Ciper (ki so mu takrat skupaj vladali Bizantinci in Arabci), ohranila stalno tradicijo ikon. Namesto tega so ikonoduli pobegnili pred ikonoklazmom tako, da so pobegnili v obrobne regije proč od ikonoklastične cesarske oblasti tako na zahodu (Italija in Dalmacija) kot na vzhodu, kot so Ciper, južna obala Anatolije in vzhodni Pont. Možno je tudi, da je bila koncentracija ikonoklazma v vzhodnih anatolskih območjih Izavrije, Kaldije in Kapadokije posledica vojaških zmag Izavrijskih cesarjev na tem obmejnem območju proti Arabcem, pa tudi močne cesarske oblasti, ki je bila vzpostavljena na tem območju.

## Prvo ikonoklastično obdobje: 730–787
Zdi se, da je bil neposredni predhodnik polemike velik podmorski vulkanski izbruh poleti 726 v Egejskem morju med otokom Thera (sodobni Santorini) in Therasia, ki je verjetno povzročil cunamije in veliko izgubo življenj. Mnogi, verjetno vključno z Leonom III., so si to razlagali kot božjo sodbo cesarstvu in odločili, da je bila uporaba podob prekršek.
Klasično poročilo o začetku bizantinskega ikonoklazma se nanaša na to, da je nekje med letoma 726 in 730 bizantinski cesar Leon III. Izavrijec ukazal odstraniti Kristusovo podobo, vidno postavljeno nad Halke vrati, slovesnim vhodom v Veliko konstantinopelsko palačo in njegovo zamenjavo s križem. Zaradi strahu, da so nameravali svetoskrunstvo, je nekatere od tistih, ki so bili dodeljeni tej nalogi, umorila skupina ikonodulov. Poročila o tem dogodku (napisana precej pozneje) nakazujejo, da so bili vsaj del razloga za odstranitev morda vojaški preobrati proti muslimanom in izbruh vulkanskega otoka Thera, kar je Leon verjetno videl kot dokaz jeze Boga, ki ga prinaša čaščenje podob v Cerkvi.
Leon naj bi zgolj čaščenje podob opisal kot »obrt malikovanja«. Očitno je z ediktom iz leta 730 prepovedal čaščenje verskih podob, kar pa ni veljalo za druge oblike umetnosti, vključno s podobo cesarja ali verskimi simboli, kot je križ. »Ni videl potrebe po posvetovanju s Cerkvijo in zdi se, da je bil presenečen nad globino ljudskega nasprotovanja, na katerega je naletel.« Konstantinopelski ikonofilski patriarh German I. je po prepovedi odstopil ali pa je bil odstavljen. Ohranjena pisma, ki jih je German napisal takrat, govorijo malo o teologiji. Po besedah Patricie Karlin-Hayter je Germana skrbelo, da bi prepoved ikon dokazala, da je bila Cerkev že dolgo v zmoti in je zato igrala na roko Judom in muslimanom.
Ta razlaga je zdaj vprašljiva, razprava in boj pa sta se morda sprva začela v provincah in ne na cesarskem dvoru. Ohranjena so pisma, ki jih je napisal patriarh German v 720. in 730. letih o Konstantinu, škofu Nakoleje, in Tomažu iz Klavdiopolisa. V obeh nizih pisem (zgodnejših, ki se nanašajo na Konstantina, poznejših na Tomaža) German ponavlja stališče, ki je naklonjeno podobi, medtem ko obžaluje vedenje svojih podrejenih v cerkvi, ki so očitno oboji izrazili zadržke glede čaščenja podob. German se pritožuje, »zdaj so cela mesta in množice ljudi močno vznemirjeni zaradi te zadeve«. V obeh primerih so bila prizadevanja, da bi te može prepričali o primernosti čaščenja podob, neuspešna in sprejeti so bili nekateri koraki za odstranitev podob iz njihovih cerkva. Pomembno je, da German v teh pismih ne grozi svojim podrejenim, če ne bodo spremenili svojega vedenja. Zdi se, da se ne sklicuje na frakcijski razkol v cerkvi, temveč na stalno zaskrbljujoče vprašanje, German pa se sklicuje na cesarja Leona III., ki je pogosto predstavljen kot prvotni ikonoklast, kot prijatelja podob. German skrbi predvsem za to, da dejanja Konstantina in Tomaža ne bi zmedla laikov.
Na tej stopnji razprave ni jasnih dokazov za cesarsko vpletenost v razpravo, razen Germana, ki pravi, da verjame, da Leon III. podpira podobe. Skoraj vsi dokazi o vladavini Leona III. izhajajo iz tekstovnih virov, od katerih jih je večina segala precej po njegovo vladavino, predvsem Življenje Štefana Mlajšega in Kronika Teofana Spovednika. Ti pomembni viri so močno ikonofilski in sovražni do cesarja Konstantina V. (741–775). Tudi Leon je kot Konstantinov oče postal tarča. Leonovi dejanski pogledi na čaščenje ikon ostajajo nejasni, vendar v vsakem primeru morda niso vplivali na začetno fazo razprave.
Zdi se, da v tem začetnem obdobju zaskrbljenost obeh strani ni imela veliko opraviti s teologijo in bolj s praktičnimi dokazi in učinki. Sprva ni bilo cerkvenega koncila in noben ugleden patriarh ali škof ni pozval k odstranitvi ali uničenju ikon. Pri uničevanju ali zakrivanju podob naj bi Leon »zaplenil dragoceno cerkveno posodo, oltarne prte in relikviarije, okrašene z nabožnimi liki«, vendar proti nekdanjemu patriarhu ali ikonofilskim škofom ni ukrepal.
Na Zahodu je imel papež Gregor III. dve sinodi v Rimu in obsodil Leonova dejanja, v odgovor pa je Leon zaplenil papeške posesti v Kalabriji in na Siciliji, jih tako kot Ilirik izločil izpod papeške uprave in jih postavil pod upravo carigrajskega patriarha.

### Odlok drugega koncila v Nikeji
13. oktobra 787 je drugi nicejski koncil odredil, da se v svetih božjih cerkvah posvetijo častitljive in svete podobe, in sicer podoba našega Gospoda in Boga in Odrešenika Jezusa Kristusa, naše brezmadežne Gospe Svete Bogorodice in angelov in vseh svetnikov. Priznati jim je treba častno čaščenje, ne resnično pravo čaščenje samo božanske narave, ampak na enak način, kot je to podeljeno oživljajočemu križu, svetim evangelijem in drugim svetim daritvam' (prevod: Price, The Acts of the Second Council of Nicaea [Liverpool 2018], 564-5, skrajšano).

## Drugo ikonoklastično obdobje: 814–843
Cesar Leon V. Armenec je leta 815 uvedel drugo obdobje ikonoklazma, ki je bil spet verjetno motiviran z vojaškimi neuspehi, ki so veljali za pokazatelje božjega nezadovoljstva in željo po ponovitvi vojaškega uspeha Konstantina V. Bizantinci so utrpeli vrsto ponižujočih porazov na rokah bolgarskega kana Kruma, med katerimi je bil cesar Nikefor I. ubit v bitki in cesar Mihael I. Rangab je bil prisiljen abdicirati. Junija 813, mesec dni pred kronanjem Leona V., je skupina vojakov vdrla v cesarski mavzolej v cerkvi Svetih apostolov, odprla sarkofag Konstantina V. in ga rotila, naj se vrne in reši cesarstvo.
Kmalu po svojem pristopu je Leon V. začel razpravljati o možnosti oživitve ikonoklazma z različnimi ljudmi, vključno z duhovniki, menihi in člani senata. Poroča se, da je skupini svetovalcev pripomnil, da:
[[quote|vsi cesarji, ki so jemali podobe in jih častili, so umrli bodisi v uporu bodisi v vojni; toda tisti, ki podob niso častili, so vsi umrli naravne smrti, ostali na oblasti, dokler niso umrli, nato pa so bili z vsemi častmi položeni k počitku v cesarskem mavzoleju v cerkvi Svetih apostolov.}}
Leon je nato imenoval »komisijo« menihov, »da pregledajo stare knjige« in sprejmejo odločitev o čaščenju podob. Kmalu so odkrili akte ikonoklastične sinode iz leta 754. Sledila je prva razprava med Leonovimi podporniki in kleriki, ki so še naprej zagovarjali čaščenje ikon, slednjo je vodil patriarh Nikefor, ki pa ni privedla do rešitve. Vendar pa se je Leon očitno s to točko prepričal o pravilnosti ikonoklastičnega stališča in je dal ikono Halke vrat, za katero naj bi Leon III. nekoč prej izmišljeno odstranil, nadomestiti s križem. Leta 815 je bila oživitev ikonoklazma uradna s sinodo v Hagiji Sofiji.
Leona je nasledil Mihael II. Amorijec, ki je leta 824 v pismu karolinškemu cesarju Ludviku Pobožnemu obžaloval pojav čaščenja podob v cerkvi in običaje, kot je izdelovanje ikon za krstne botre dojenčkov. Potrdil je dekrete ikonoklastičnega koncila leta 754.
Mihaela je nasledil njegov sin Teofil. Teofil je umrl in pustil svojo ženo Teodoro regentko za svojega mladoletnega dediča Mihaela III. Tako kot Irena 50 let pred njo je tudi Teodora leta 843 na konstantinopelskem koncilu vodila obnovo čaščenja ikon pod pogojem, da Teofil ne bo obsojen. Od takrat se prva nedelja velikega posta praznuje v pravoslavni cerkvi in katolicizmu bizantinskega obreda kot praznik zmagoslavja pravoslavja.

## V umetnosti
Ikonoklastično obdobje je drastično zmanjšalo število ostankov bizantinske umetnosti izpred tega obdobja, tako v velikih verskih mozaikih, ki jih zdaj skoraj izključno najdemo v Italiji in samostanu sv. Katarine v Egiptu, kot tudi v prenosnih ikonah. Pomembna dela v Solunu so bila izgubljena v velikem solunskem požaru leta 1917 in grško-turški vojni (1919–1922). Velik mozaik cerkvenega koncila v cesarski palači so zamenjali živahni posvetni prizori in s podobami kot takimi ni bilo težav.
Navadni ikonoklastični križ, ki je nadomestil figurativni mozaik cesarja Konstantina V. v apsidi Hagije Irene v Konstantinoplu, je sam po sebi skoraj edinstven ohranjen, toda natančen pregled nekaterih drugih stavb razkrije podobne spremembe. V Nikeji fotografije cerkve Marijinega vnebovzetja, posnete preden je bila uničena leta 1922, kažejo, da je bila Bogorodica, ki je stala pred ikonoklazmom, nadomeščena z velikim križem, ki je bil sam nadomeščen z novo Bogorodico, vidno na fotografijah. Zdi se, da je bila podoba Camuliane v Konstantinoplu uničena, saj je ni več omen.

## Reakcija na Zahodu
Obdobje ikonoklazma je odločilno končalo tako imenovano bizantinsko papeštvo, pod katerim je od vladavine Justinijana I. pred dvema stoletjema papeže v Rimu sprva imenoval, kasneje pa jih je le potrdil cesar v Konstantinoplu, in mnogi med njimi je bil grško govoreč. Ob koncu polemike je papež odobril ustanovitev novega cesarja na Zahodu in staro spoštovanje zahodne cerkve do Konstantinopla je izginilo. Zdi se, da je nasprotovanje ikonam na Zahodu imelo malo podpore in Rim je dosledno zavzel ikonodulno stališče.
Ko so se boji razplamteli, je bil papež Gregor II., papež od leta 715, kmalu po tem, ko je spremljal svojega sirskega predhodnika papeža Konstantina v Konstantinopel, kjer sta uspešno rešila z Justinijanom II. vprašanja, ki izhajajo iz sklepov Quinisext Sveta leta 692, ki se je ni udeležil noben zahodni prelat. Od delegacije 13 je bil Gregor eden izmed samo dveh nevzhodnih; to naj bi bil zadnji obisk papeža v mestu do leta 1969. Prišlo je že do sporov z Leonom III. zaradi njegove zelo visoke obdavčitve območij pod papeško jurisdikcijo.
Zaradi ikonoklastnega spora so se papeško-cesarski odnosi močno poslabšali. Papež Gregor III. je razglasil izobčenje vseh ikonoklastov, cesar pa je v Rim poslal ekspedicijo, ki ni uspela. Leta 754 je cesar zasegel papeške posesti na Siciliji, v Kalabriji in Iliriji, istega leta pa je papež Štefan II. sklenil zavezništvo s Frankovskim kraljestvom, kar je nakazalo začetek konca papeške podpore Bizantinskega cesarstva.